# الناحية المركزية (مقاطعة بروجرد)
الناحية المركزية لمقاطعة بروجرد (بالفارسية: بخش مرکزی شهرستان بروجرد) هي ناحية (بخش) في مقاطعة بروجرد التابعة لمحافظة لرستان في إيران. بلغ عدد سكانها في تعداد عام 2006م 285179 نسمة موزعين على 73.528 عائلة. الناحية بها مدينة واحدة: بروجرد.